# Fredrik Ohlsson
Carl Fredrik Walter Ola Ohlsson, född 12 juni 1931 i Ulricehamns församling i Älvsborgs län, död 18 november 2023 i Stockholm, var en svensk skådespelare. Ohlsson spelade allt från revy och musikal till tung dramatik. För många är han ihågkommen som pappa till Tommy och Annika i filmerna om Pippi Långstrump.

## Biografi

### Tidiga år och debut
Fredrik Ohlsson föddes i Ulricehamn och växte upp där och i Limmared, i vars folkpark han i sin ungdom såg pjäsen Spårvagn till lustgården (A Streetcar Named Desire) av Tennessee Williams med Karin Kavli i den kvinnliga huvudrollen. Det var en föreställning som gjorde så starkt intryck på honom att han bestämde sig för att ägna sitt liv åt teater.
Efter flytten till Stockholm studerade han ett år vid Witzanskys teaterskola och sökte därefter in till Dramatens elevskola, men sprack i det tredje och sista provet. Då åkte han istället till England där han hade bättre lycka. I London bodde den internationellt verksamma skådespelerskan Mai Zetterling som hjälpte honom att läsa in proven, och på nyåret 1956 blev han antagen vid den Royal Academy of Dramatic Art (RADA). På skolan blev han elevkamrat och vän med Albert Finney, Peter O'Toole, Diana Rigg och John Stride. Det var också i London som han scendebuterade, på Duke of York's Theatre, i rollen som Tesman i Hedda Gabler med elevkamraten Siân Phillips i titelrollen. Den uppsättningen gjorde även ett gästspel på Oslo Nye Teater.

### Nya roller och genombrott
Väl hemma i Sverige igen engagerades han först till Munkbroteatern och sedan av teaterchefen Frank Sundström till Lilla teatern i Stockholm. Där spelade han 150 föreställningar i komedin I sista minuten av Aldo de Benedetti med Signe Hasso och Gunnar Sjöberg i huvudrollerna.

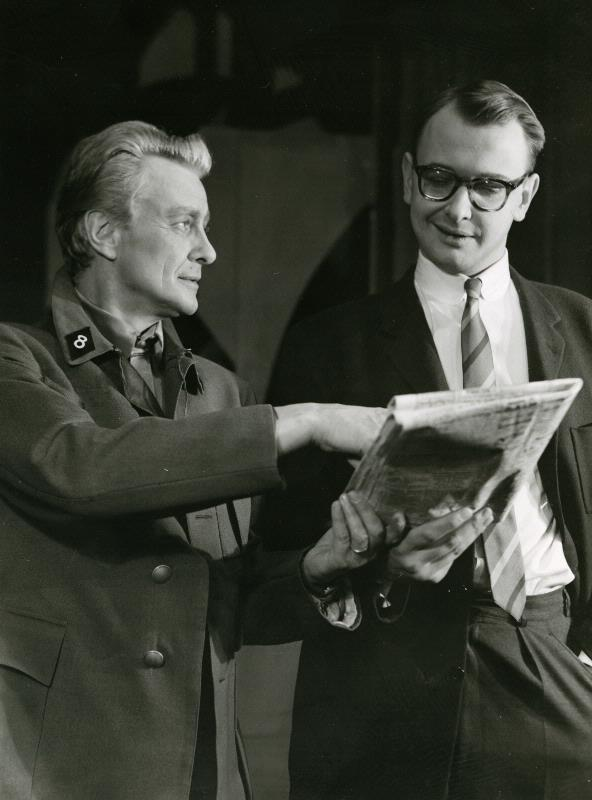
Frank Sundström och Fredrik Ohlsson (till höger) i Generalen på skolbänken på Helsingborgs stadsteater1959.

Samarbetet med Frank Sundström fortsatte och han engagerades till ensemblen på Hälsingborgs stadsteater 1959–1961 och följde därefter med Sundström till Upsala-Gävle stadsteater 1961–1964 där han i varierande roller gavs möjlighet att utveckla sig som både komedi- och karaktärsskådespelare. Ohlssons publika genombrott kom dock som Bud Frump i musikalen Hur man lyckas i affärer utan att egentligen anstränga sig på Oscarsteatern 1964.
Han filmdebuterade 1959 med en roll i Med fara för livet och kom med tiden att bli en flitigt anlitad film- och TV-skådespelare. 1965 var han med i den första svenska TV-serien Niklasons. Han spelade markägaren Simejonov-Pisjtjik i Körsbärsträdgården på TV-teatern 1969, och året därpå medverkade han i Bengt Lagerkvists TV-serie Röda rummet. Han var med i ytterligare ett par av Lagerkvists uppskattade TV-serier: Någonstans i Sverige och Jorden runt på 80 dagar.
Han återvände till stadsteatrarna i Uppsala och Helsingborg och gjorde en kritikerhyllad tolkning av gubben Hummel i Strindbergs Spöksonaten 1969. En annan minnesvärd roll är som Bryggmästaren i Václav Havels enaktare Audiens 1978.

### Privatteater
Ohlsson medverkade i flera komedier och farser som långköraren Arsenik och gamla spetsar i Hasse Ekmans uppsättning på Scalateatern 1970 med Gunn Wållgren och Birgitta Andersson. Tretton år senare återvände han till samma komedi, nu på Maximteatern och med Lars Amble som regissör. Däremellan spelade han bland annat med Gunnar Björnstrand i Habeas corpus på Maximteatern och med Nils Poppe i Fars lille påg på Lisebergsteatern i Göteborg.
Själv framhåller han också sitt samarbete med Gösta Bernhard som inleddes 1961 på Lisebergsteatern i Göteborg och som resulterade i att han 1972 för första gången fick stå på samma scen som sambon Siw Malmkvist, i Noël Cowards komedi Private Lives. I Bernhards och Stig Bergendorffs bearbetning fick föreställningen den svenska titeln Privatkiv.
En annan regissör som har haft stor betydelse för Ohlsson är Staffan Götestam. Han medverkade i sju av Götestams familjeföreställningar och rönt särskild framgång som Fröken Bock i Karlsson på taket och som Skalle-Per i Ronja Rövardotter, båda av Astrid Lindgren.

### Dramatenroller och fortsatt karriär
1980 anställdes Fredrik Ohlsson på Dramaten där han kom att medverka i en rad uppsättningar som Fysikerna av Friedrich Dürrenmatt, Klas Klättermus av Thorbjörn Egner, Riksrevisorn av Nikolaj Gogol med bland andra Ernst-Hugo Järegård och Jan-Olof Strandberg, Markurells i Wadköping av Hjalmar Bergman, Romeo och Julia av William Shakespeare, Tartuffe av Molière och i rollen som Peter i Edward Albees Zoo Story 1992 i regi av Thorsten Flinck.
Han spelade även i Tjechovs Ett frieri på Teaterstudio Lederman och kreerat den judiske grönsakshandlaren Herr Schulz i musikalen Cabaret på turné med Riksteatern.
Som kontrast till Tommys och Annikas snälle pappa gjorde Ohlsson i mitten på 1980-talet sin mest kända skurkroll: den obehaglige antikhandlaren Josefsson, även känd som Pelikanen, i TV-serien Varuhuset. Han var en stram advokat i Bille Augusts film Jerusalem medan han visade prov på sitt komedispel när han gästspelade i TV-serien Sjukan som moderatpolitikern Gunnar Adelhök.
På 2000-talet medverkade Ohlsson i filmerna om kommissarie Beck (röst) och Män som hatar kvinnor. Men han gjorde sig även bemärkt för så väsensskilda rollporträtt som den föregivet judiske hjärnforskaren Leonard Sheinkman i Europa Blues och den ensamme och kärlekslöse Bengt i Between 2 Fires.

### Privatliv och övrigt
Vid sidan av teatern var han även ordförande i Svenska biljardförbundet. Sedan 1971 var han sambo med Siw Malmkvist.
Han var dotterson till Carl Brusewitz.

## Filmografi
- 1959 – Himmel och pannkaka
- 1959 – Med fara för livet
- 1962 – Siska
- 1968 – Het snö
- 1970 – Pippi Långstrump på de sju haven
- 1970 – På rymmen med Pippi Långstrump
- 1972 – The Day the Clown Cried
- 1973 – Här kommer Pippi Långstrump
- 1973 – Tintin i hajsjön
- 1977 – Hærværk
- 1979 – Du är inte klok Madicken
- 1982 – En flicka på halsen
- 1984 – Jönssonligan får guldfeber
- 1988 – PS Sista sommaren
- 1988 – Råttornas vinter
- 1993 – Sökarna
- 1996 – Jerusalem
- 1997 – Selma & Johanna - en roadmovie
- 2001 – Beck – Mannen utan ansikte
- 2002 – Beck – Sista vittnet
- 2006 – Den enskilde medborgaren
- 2009 – Män som hatar kvinnor
- 2009 – Oskar, Oskar
- 2009 – Så olika
- 2010 – Between 2 Fires

## TV-produktioner
- 1965 – Herr Dardanell och hans upptåg på landet
- 1965 – Niklasons (TV-serie)
- 1969 – Pippi Långstrump (TV-serie)
- 1970 – Röda rummet (TV-serie)
- 1970 – Söderkåkar (TV-serie)
- 1970 – Körsbärsträdgården
- 1971 – Här ligger en hund begraven (TV-serie)
- 1973 – Pappas pojkar (TV-serie) avsnitt 2
- 1973 – Någonstans i Sverige (TV-serie)
- 1973 – Bröderna Malm (TV-serie)
- 1976 – Predikare-Lena
- 1976 – Engeln (TV-serie)
- 1977 – Ärliga blå ögon (TV-serie)
- 1980 – På banken (TV-serie)
- 1982 – Skulden (TV-serie)
- 1982 – Amedée
- 1983 – Colombe (TV-teater)
- 1983 – Distrikt 5 (TV-serie)
- 1983 – Spanarna (TV-serie)
- 1983 – Öbergs på Lillöga (TV-serie)
- 1985 – Nya Dagbladet (TV-serie)
- 1985 – Hemma hoz
- 1986 – Glasmästarna
- 1986 – Hassel – Beskyddarna
- 1988 – Varuhuset (TV-serie)
- 1990 – Rosenbaddarna (TV-serie)
- 1992 – Rederiet (TV-serie)
- 1994 – Du bestämmer
- 1994 – Utmaningen
- 1995 – Saltkråkan
- 1996 – Anna Holt - polis (TV-serie)
- 1997 – Snoken (TV-serie)
- 2001 – Beck - Mannen utan ansikte
- 2001 – Beck - Kartellen
- 2002 – Beck - Enslingen
- 2002 – Beck - Okänd avsändare
- 2002 – Beck - Annonsmannen
- 2002 – Beck - Pojken i glaskulan
- 2011 – Tjuvarnas jul (TV-serie)
- 2012 – Arne Dahl: Europa Blues (TV-serie)

## Teater

### Roller (ej komplett)
| År   | Roll                                                      | Produktion | Regi                             | Teater                                                                     |
| ---- | --------------------------------------------------------- | --- | -------------------------------- | -------------------------------------------------------------------------- |
| 1958 | Camillo, Vittorias hustru                                 | Vittoria Corombona eller Den vita drottningen (The White Devil) John Webster                                                                                                | Arne Forsberg                    | Munkbroteatern                                                             |
| 1959 | Francesco                                                 | I sista minuten (Gli ultimi cinque minuti) Aldo De Benedetti | Frank Sundström                  | Lilla Teatern                                                              |
| 1959 | David Edward Mendigalès                                   | Generalen på skolbänken (L’Hurluberlu)' Jean Anouilh | Palle Granditsky                 | Hälsingborgs stadsteater                                                   |
| 1959 | Immigrationspolis                                         | Utsikt från en bro (A view from the bridge) Arthur Miller | Frank Sundström                  | Hälsingborgs stadsteater/ Malmö Stadsteater (gästspel)                     |
| 1959 | Le Beau                                                   | Som ni behagar (As you Like it) William Shakespeare | Frank Sundström                  | Helsingborgs stadsteater                                                   |
| 1960 | Gustave                                                   | Lilla helgonet (Mam'zelle Nitouche) Hervé, Henri Meilhac och Albert Millaud                                                                                                 | Frank Sundström                  | Helsingborgs stadsteater                                                   |
| 1960 | Victor Prynne                                             | Jag älskar dig, markatta (Private Lives) Noël Coward | Palle Granditsky                 | Helsingborgs stadsteater                                                   |
| 1960 | Fabio                                                     | Förbjudet att älska eller Trädgårdsmästarens hund (Comedia famosa del Perro del hortelano) Lope de Vega                                                                     | Frank Sundström                  | Helsingborgs stadsteater                                                   |
| 1960 | Wolf                                                      | Dubbelspel (Zwei rechts, zwei links) Karl Wittlinger | Jan Hemmel                       | Helsingborgs stadsteater                                                   |
| 1960 | Osric                                                     | Hamlet William Shakespeare | Frank Sundström                  | Helsingborgs stadsteater                                                   |
| 1960 | Francesco                                                 | I sista minuten (Gli ultimi cinque minuti) Aldo De Benedetti | Frank Sundström                  | Helsingborgs stadsteater                                                   |
| 1960 | Herr Padda                                                | Herr Paddas bravader (Toad of Toad Hall) Kenneth Grahame | Jan Hemmel                       | Helsingborgs stadsteater                                                   |
| 1961 | Herr Padda                                                | Herr Paddas bravader (Toad of Toad Hall) Kenneth Grahame | Jan Hemmel                       | Skolbarnsteatern                                                           |
| 1961 |                                                           | Hallå skojare (Dear Delinquent) Jack Popplewell / Gösta Bernhard/Stig Bergendorff                                                                                           | Gösta Bernhard                   | Lisebergsteatern                                                           |
| 1961 | Bödeln, Louis                                             | Balkongen (Le balcon) Jean Genet | Frank Sundström                  | Upsala-Gävle stadsteater                                                   |
| 1962 | Skepparen                                                 | Karl XII August Strindberg | Frank Sundström                  | Upsala-Gävle stadsteater Stockholms stadsteater (gästspel)                 |
| 1962 | Poeten                                                    | Klara Sven Stolpe | Frank Sundström                  | Upsala-Gävle stadsteater                                                   |
| 1963 | Medverkan                                                 | Som vi behagar Karl Gerhard | Johan Bergenstråhle Karl Gerhard | Upsala-Gävle stadsteater Gävle Folkets park (gästspel)                     |
| 1963 | Carl Starck                                               | Marodörer August Strindberg | Ulf Palme                        | Upsala-Gävle stadsteater                                                   |
| 1964 | Cromo                                                     | Jättarna på berget (I giganti della montagna) Luigi Pirandello | Frank Sundström                  | Upsala-Gävle stadsteater                                                   |
| 1964 | Bud Frump                                                 | Hur man lyckas i affärer utan att egentligen anstränga sig (How to Succeed in Business Without Really Trying) Frank Loesser, Abe Burrows, Jack Weinstock och Willie Gilbert | Folke Abenius                    | Oscarsteatern                                                              |
| 1965 | Glad-Hand                                                 | West Side Story Leonard Bernstein, Stephen Sondheim och Arthur Laurents | Rikki Septimus                   | Oscarsteatern                                                              |
| 1966 | Cornelius Hackl                                           | Hello, Dolly! Michael Stewart och Jerry Herman | Sven Aage Larsen                 | Oscarsteatern                                                              |
| 1967 | Kurbitsmålaren                                            | Himlaspelet Rune Lindström | Palle Granditsky                 | Upsala-Gävle stadsteater                                                   |
| 1968 | David Lord                                                | Vem är det jag talar med? (Say Who You Are?) Keith Waterhouse/Willis Hall                                                                                                   | Stig Ossian Ericson              | Upsala-Gävle stadsteater                                                   |
| 1969 | Gubben Hummel                                             | Spöksonaten August Strindberg | Stig Ossian Ericson              | Upsala-Gävle stadsteater                                                   |
| 1970 | Teddy Brewster                                            | Arsenik och gamla spetsar (Arsenic and Old Lace) Joseph Kesselring | Hasse Ekman                      | Scalateatern                                                               |
| 1972 | Victor                                                    | Privatkiv (Private Lives)' Noël Coward | Sven Lindberg                    | Lisebergsteatern                                                           |
| 1974 |                                                           | Habeas Corpus Alan Bennett | Hans Bergström                   | Maximteatern                                                               |
| 1975 | Waldemar Palm                                             | Fars lille påg (Hurra! Ein Junge)' Franz Arnold och Ernst Bach | Hans Bergström                   | Lisebergsteatern gavs hösten 1976 på Maximteatern                          |
| 1977 | Måns Sommar Mårten                                        | Mäster Olof August Strindberg | Lars Svenson                     | Helsingborgs stadsteater                                                   |
| 1977 | Pastor Kimbal                                             | Tolvskillingsoperan (Die Dreigroschenoper) Bertolt Brecht och Kurt Weill | Hans Polster                     | Helsingborgs stadsteater                                                   |
| 1977 | Sidney Hopcroft                                           | Gin & Bitter Lemon (Absurd Person Singular) Alan Ayckbourn | Per Möller                       | Helsingborgs stadsteater                                                   |
| 1978 | Byggmästaren                                              | Audiens (Audience) Václav Havel | Claes Sylwander                  | Helsingborgs stadsteater                                                   |
| 1978 | Kulygin                                                   | Tre systrar (Три сeстры, Tri sestry) Anton Tjechov | Hans Polster                     | Helsingborgs stadsteater                                                   |
| 1978 |                                                           | Cabaret John Kander, Fred Ebb och Joe Masteroff | Leif Söderström                  | Helsingborgs stadsteater/ Södra Teatern (gästspel)                         |
| 1978 | Fröken Bock                                               | Karlsson på taket Astrid Lindgren | Staffan Götestam Sven Lindberg   | Folkan                                                                     |
| 1980 | Herbert Georg Beutler, "Newton"                           | Fysikerna (Die Physiker) Friedrich Dürrenmatt | Per Sjöstrand                    | Dramaten                                                                   |
| 1983 | Teddy Brewster                                            | Arsenik och gamla spetsar (Arsenic and Old Lace) Joseph Kesselring | Lars Amble                       | Maximteatern                                                               |
| 1984 | Polis Anton, Emils pappa                                  | Emil i Lönneberga Astrid Lindgren | Staffan Götestam                 | Göta Lejon                                                                 |
| 1985 | Inspektören för välgörenhetsinrättningar med flera roller | Riksrevisorn (Ревизор, Revizor) Nikolaj Gogol | Göran Graffman                   | Dramaten                                                                   |
| 1986 | Bärarnas förman Geronte                                   | De löjliga preciöserna (Les Précieuses Ridicules) Läkare mot sin vilja (L'Amour médecin) Molière                                                                            | Per Sjöstrand                    | Drottningholms slottsteater Södra Teatern, Stockholm (Dramaten-produktion) |
| 1990 | Skalle-Per                                                | Ronja Rövardotter Astrid Lindgren | Staffan Götestam                 | Arcushallen, Luleå och turné                                               |
| 1991 | Montague                                                  | Romeo och Julia (The Tragedy of Romeo and Juliet) William Shakespeare | Peter Langdal                    | Dramaten                                                                   |
| 1991 | En gardesofficer                                          | Tartuffe (Tartuffe, ou l'Imposteur) Molière | Lars Amble                       | Dramaten                                                                   |
| 1992 | Peter                                                     | Variationer på Zoo Story (The Zoo Story) Edward Albee bearbetad av Fredrik Ohlsson                                                                                          | Thorsten Flinck                  | Dramaten                                                                   |
| 1994 | Stephan Stephanovitj Tchebukov                            | Ett frieri (Предложение, Predloženie) Anton Tjechov | Jurij Lederman                   | Teaterstudio Lederman                                                      |
| 1997 | Herr Schulz                                               | Cabaret John Kander/Fred Ebb | Philip Zandén                    | Riksteatern                                                                |
| 2000 | Doktor Östermark                                          | Fadren August Strindberg | Thorsten Flinck                  | Södra Teatern, Stockholm Växjö Teater (gästspel)                           |
| 2005 | Farbror Nilsson                                           | Nils Karlsson Pyssling Astrid Lindgren/Staffan Götestam | Staffan Götestam                 | Maximteatern                                                               |
| 2016 | Medverkande                                               | De Luxe Andreas T. Olsson/Fredrik Ohlsson/Slawomir Mrozeck | Andreas T. Olsson (produktion)   | Dramaten                                                                   |
| 2017 | Medverkande                                               | Improvisation på slottet Molière/Andreas T. Olsson | Andreas T. Olsson                | Dramaten                                                                   |

## Radioteater

### Roller (ej komplett)
| År   | Roll            | Produktion                                         | Regi            |
| ---- | --------------- | -------------------------------------------------- | --------------- |
| 1969 | Daddy           | Sandlådan Edward Albee                             | Anders Carlberg |
| 1986 | Lord Buckingham | Rosornas krig William Shakespeare                  | Anders Carlberg |
| 1988 | Georg Aaronow   | Bit för bit (Gengarry Glen Ross) David Mamet       | Anders Carlberg |
| 1998 | Georg           | Ur drömmarnas ambassad Göran S. Jonasson           | Anders Carlberg |
| 2000 | Farsan          | Bergsprängaren och hans dotter Eivor Lars Forssell | Thorsten Flinck |